# António Ferro
António Joaquim Tavares Ferro (Lisboa, 17 de agosto de 1895-Lisboa, 11 de noviembre de 1956) fue un escritor, periodista y político portugués, destacado propagandista del Estado Novo.

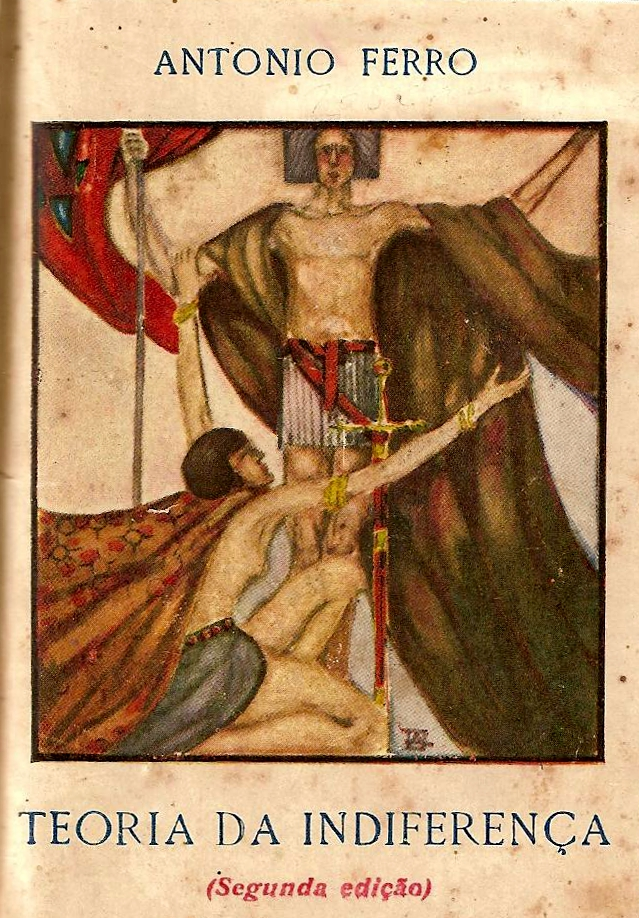
Portada de Teoria da Indiferença (1920).

## Biografía
Nació en Lisboa el 17 de agosto de 1895. Amigo de Sá-Carneiro, e inicialmente ligado al modernismo literario portugués, fue editor (menor) de la revista Orpheu. Fue partidario de Afonso Costa durante la Primera Guerra Mundial. Atraído por las corrientes autoritarias europeas en el periodo de entreguerras, acabó situándose en posturas nacionalistas y defensoras del intervencionismo estatal en mundo de la cultura. En 1919 colaboró en la prensa afín al sidonismo; Fue articulista en publicaciones como O Século (1920), Diário de Lisboa (1921) o Diário de Notícias (1924), y fue director de Ilustração Portuguesa (1922). Su ocupación como literato terminó en grandes rasgos hacia 1929, centrándose posteriormente de forma principal en el periodismo y a la política. Próximo de forma personal a Salazar desde diciembre de 1932, fue —auspiciado por el dictador— fundador el 25 de septiembre de 1933 del Secretariado de Propaganda Nacional (SPN) del Estado Novo. Designado director del SPN el 3 de octubre de dicho año, dirigió el organismo hasta 1945, cuando fue reemplazado por el Serviço Nacional de Informações (SNI), del que también fue director hasta 1950. Durante la guerra civil española participó en la campaña de propaganda por parte de la intelectualidad salazarista contra el Gobierno de la Segunda República Española. En 1937 escribió junto con António Lopes Ribeiro el argumento del largometraje A Revolução de Maio,  producción que tenía como objetivo transmitir una visión idílica del régimen.
Falleció en el Hospital de São Luis dos Franceses de Lisboa el 11 de febrero de 1956.

## Obras
- A Teoria da Indiferença (1920)[16]
- Leviana (1921)[16]
- Nós (1922)[16]
- A Idade do Jazz-Band (1923)[16]
- A Arte de Bem Morrer (1923)[16]
- Mar Alto (1924)[16]

## Reconocimientos
- Gran Oficial de la Orden Militar de Santiago de la Espada (1941)[17][n. 2]
- Gran Oficial de la Orden Militar de Cristo (1943)[17][n. 3]
- Gran Cruz de la Orden de Cisneros (1949)[18]